# Orahovica (Lukavac)
Pour les articles homonymes, voir Orahovica.
Orahovica (en cyrillique : Ораховица) est un village de Bosnie-Herzégovine. Il est situé dans la municipalité de Lukavac, dans le canton de Tuzla et dans la fédération de Bosnie-et-Herzégovine. Selon les premiers résultats du recensement bosnien de 2013, il compte 347 habitants.

## Démographie

### Évolution historique de la population
| 1948 | 1953 | 1961  | 1971  | 1981 | 1991 | 2013 |
| ---- | ---- | ----- | ----- | ---- | ---- | ---- |
| -    | -    | 1 077 | 1 068 | 984  | 923  | 347  |

|  |

### Communauté locale
En 1991, la communauté locale d'Orahovica comptait 1 139 habitants, répartis de la manière suivante :